# Rinolofoïdeus
Els rinolofoïdeus (Rhinolophoidea) són una superfamília de ratpenats, formada per cinc famílies, 15 gèneres i més de 100 espècies.

## Taxonomia
Dins dels rinolofoïdeus, Simmons i Geisler (1998) van trobar fortes proves d'una relació de tàxons germans entre els rinolòfids i els megadermàtids. Aquest fet contrasta fortament amb alguns estudis previs que suggerien que els nictèrids i els megadermàtids podrien ser tàxons germans. El monofiletisme dels nictèrids i els megadermàtids compta amb el suport ferm de les dades morfològiques.
La recent divisió dels ratpenats en yinpteroquiròpters i yangoquiròpters ha posat en dubte el monofiletisme dels rinolofoïdeus.

## Descripció
Tots els rinolofoïdeus comparteixen els següents trets:
- branques nasals de premaxil·lars reduïdes o absents.
- anell timpànic orientat verticalment.
- la primera costella com a mínim el doble d'ample que la resta de costelles.
- el primer cartílag costal ossificat i fusionat amb el manubri.
- el múscul subclavi s'origina al primer cartílag costal.
- el múscul omocervicalis s'origina al procés transversal de la segona cervical.
- eix del fèmur torçat en direcció a l'eix distal dorsalment.
- bàcul en forma de cadira o sabatilla

Són ratpenats insectívors o carnívors.

## Distribució
Les espècies d'aquesta superfamília es distribueixen per tota l'Africa, la meitat sud d'Europa, l'Orient Pròxim, l'Afganistan, el Pakistan, l'Índia, el sud-est asiàtic i la meitat d'Austràlia.